# Schweizer Eishockeymeisterschaft 1911/12
Die Saison 1911/12 war die vierte reguläre Austragung der Schweizer Eishockeymeisterschaft. Meister wurde der HC Les Avants.

## Hauptrunde

### Gruppe 1

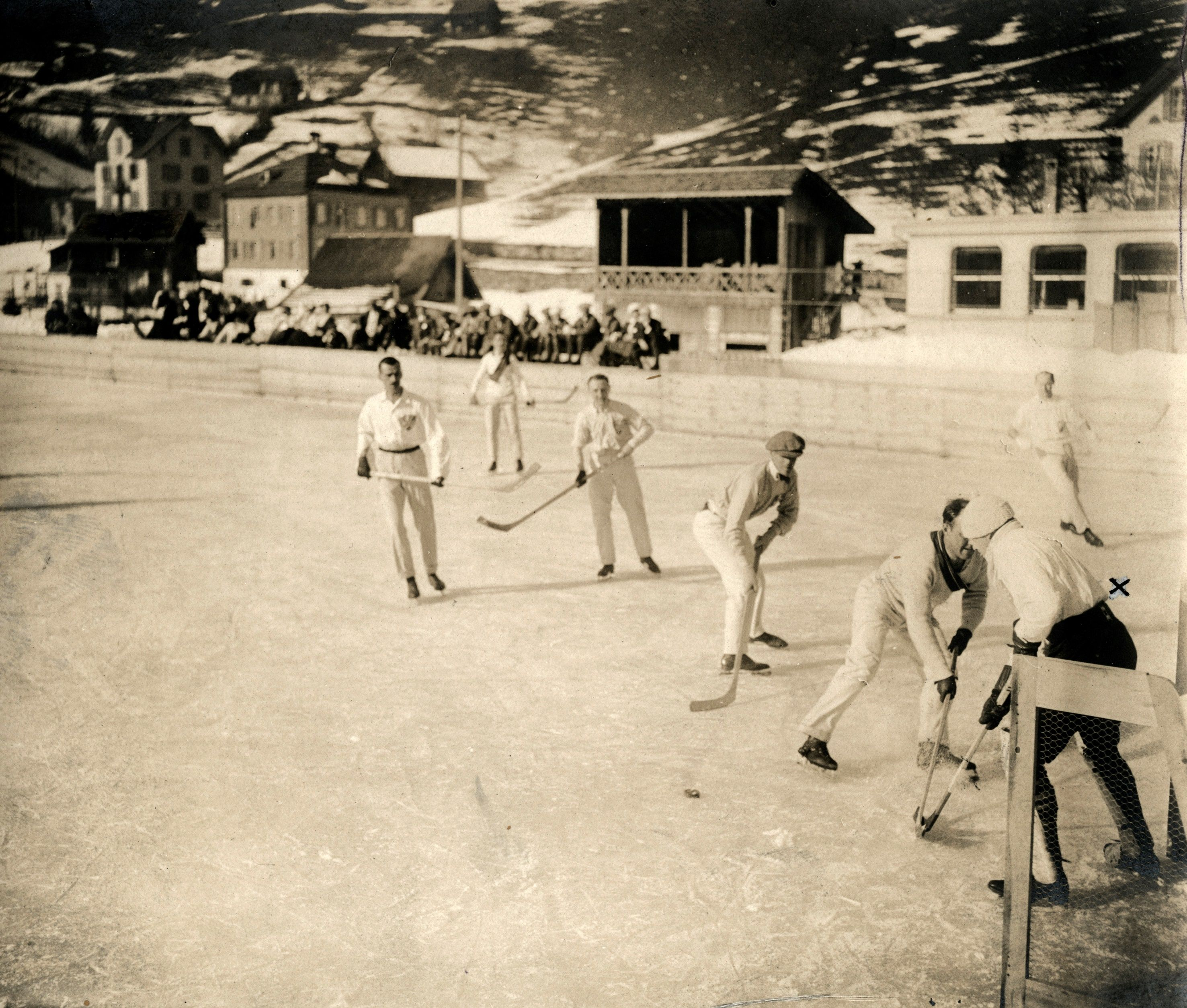
Spielszene zwischen dem Akademischen EHC und dem SC Engelberg (1912)

| Pl. | Team                    | Sp. | S | U | N | Pkt. |
| --- | ----------------------- | --- | - | - | - | ---- |
| 1.  | HC Les Avants           | 2   | 2 | 0 | 0 | 4    |
| 2.  | SC Engelberg            | 2   | 0 | 1 | 1 | 1    |
| 3.  | Akademischer EHC Zürich | 2   | 0 | 1 | 1 | 1    |

### Gruppe 2
| Pl. | Team                        | Sp. | S | U | N | Pkt. |
| --- | --------------------------- | --- | - | - | - | ---- |
| 1.  | Club des Patineurs Lausanne | 2   | 2 | 0 | 0 | 4    |
| 2.  | HC Bellerive Vevey          | 2   | 0 | 1 | 1 | 1    |
| 3.  | Genève-Servette HC          | 2   | 0 | 1 | 1 | 1    |

## Final
- HC Les Avants – Club des Patineurs Lausanne 2:1

Louis Dufour , Manager des Hôtel de Sonloup, verpflichtete für den HC Les Avants, für den er selbst spielte, vier Spieler des Princes Ice Hockey Club aus London: Torhüter Batting und die Angreifer Robert Le Cron, Arthur Sullivan und Peter Patton.